# DA Z Digital Art Zurich

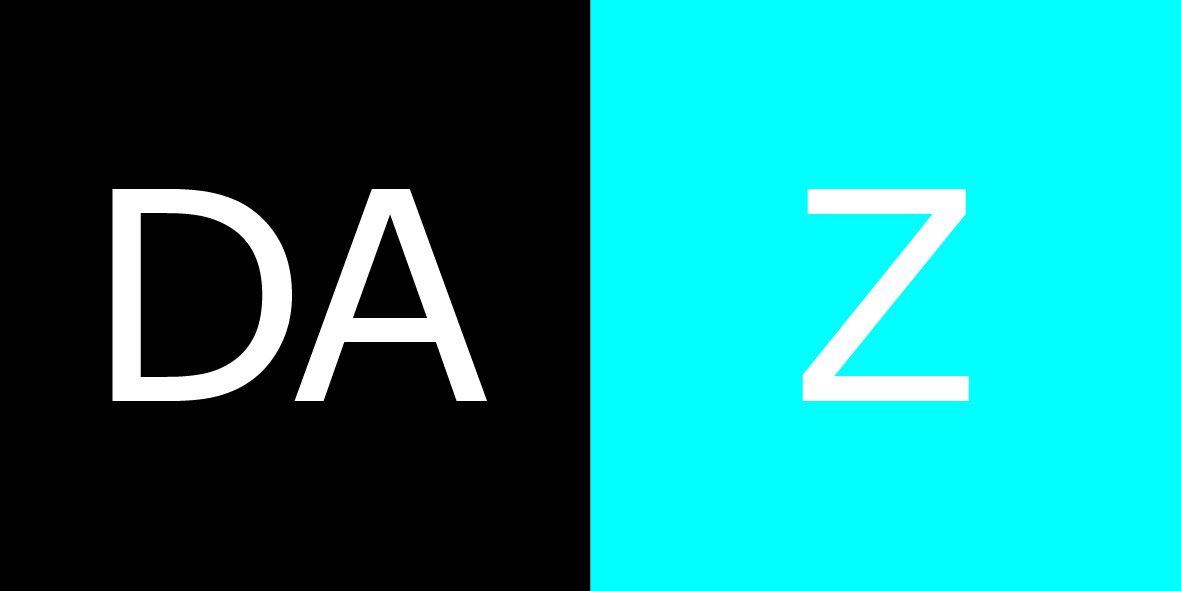
Logo DA Z Digital Art Zurich Festival

DA Z Digital Art Zurich ist ein internationales Festival für digitale Kultur in der Schweiz. Gezeigt werden Formate und Inhalte der digitalen, bildenden Kunst und Musik. Grundsatz des Festivals ist, nur gesellschaftlich relevante Beiträge zu zeigen. Dazu werden Künstler dieser Kunstformen aus der ganzen Welt eingeladen. Bewerbungen sind nicht möglich.
Formate sind Ausstellung, Installation, Intervention, Performance, Demoszene, Live Coding, Video-Screenings, Virtual-Reality-Screenings, Konzerte für Elektronische Musik und Talks.
Organisiert wird das Festival vom Verein DA/S Digital Arts and Sciences Switzerland. DA Z wurde vom Künstler und Autor Hans Peter Riegel initiiert. Es fand erstmals vom 28. Oktober bis 1. November 2020 an verschiedenen Orten im Zentrum von Zürich statt.
Am DA Z 2020 nahmen 50 Künstler aus 14 Ländern teil. 2021 fand das Festival vom 27. bis 31. Oktober und 2022 erstmals während 10 Tagen vom 20. bis 30. Oktober statt. An den Ausgaben 2021 und 2022 nahmen insgesamt 183 Künstler sowie Gruppen und Gäste der Conversations teil.
Erstmals gastierte das Festival am 28. Oktober 2022 im Opernhaus Zürich mit einer eigenen Produktion unter dem Titel Disrupted Scenes.
Eine Sektion des Festivals widmet sich in jedem Jahr einer Weltregion oder einem Sonderthema.
Außerdem wird mit dem DA Z Video Award ein Wettbewerb für experimentelle Videoformate ausgerichtet, an dem junge Künstler bis 30 Jahre teilnehmen können.
Die DA Z Conversations sind ein zweitägiges Symposium, das sich mit den Auswirkungen der Digitalisierung auf Gesellschaft und Kultur befasst.
DA Z Lab lädt Studierende sowie Institutionen der Wissenschaft zu Projekten vor und während des Festivals ein. Bisherige Partner waren das Massachusetts Institute of Technology, die Universität Zürich und die Zürcher Hochschule der Künste.

## Künstler (Auswahl)
- Julieta Aranda
- Vivian Caccuri
- Marc Dorf
- Dias & Riedweg
- Disnovation.Org
- Fragmentin
- Lauren Huret
- Marc Lee
- Maarja Nuut
- Molly Soda
- Mouse on Mars
- Sahej Rahal
- Bruno Spoerri
- Simon Weckert
- Studer/van den Berg
- Lu Yang

## Ableger
Ein Ableger des DA Z ist Window of the World, ein mehrwöchiges Festival und Symposium in St. Moritz. Mit Unframed hat DA Z 2022 eine Plattform für digitale Fotografie realisiert.